# Agencja Narodów Zjednoczonych dla Pomocy Uchodźcom Palestyńskim na Bliskim Wschodzie
Agencja Narodów Zjednoczonych ds. Pomocy Uchodźcom Palestyńskim na Bliskim Wschodzie (ang. United Nations Relief and Works Agency for Palestine Refugees in the Near East, UNRWA) – jest organizacją powołaną w dniu 8 grudnia 1949 przez Zgromadzenie Ogólne ONZ w celu zapewnienia edukacji, opieki zdrowotnej, opieki społecznej, pomocy w nagłych wypadkach palestyńskim uchodźcom przebywającym na terytorium Libanu, Jordanii, Syrii i Autonomii Palestyńskiej i zapewnienia im pracy pod postacią robót publicznych. Jest jedyną agencją ONZ angażującą się w pomoc dla uchodźców z określonego regionu świata i określonego konfliktu zbrojnego. Jest oddzielona od urzędu Wysokiego Komisarza Narodów Zjednoczonych do spraw Uchodźców, który zajmuje się problematyką uchodźców na całym świecie.
Organizacja została powołana po I wojnie izraelsko-arabskiej (1948–1949) przez rezolucję Zgromadzenia Ogólnego ONZ nr 302, która potwierdzała pkt 11 dotyczący uchodźców z rezolucji Zgromadzenia Ogólnego ONZ nr 194. Agencja musiała określić definicję „palestyńskiego uchodźcy”, aby następnie umożliwić im korzystanie z pomocy humanitarnej. Definicja określa, że palestyńskimi uchodźcami są osoby, które przez co najmniej dwa lata przed ucieczką żyły w brytyjskim Mandacie Palestyny, a ich ucieczka wynikała z ratowania własnego życia i utraty swoich domów podczas I wojny izraelsko-arabskiej, lub są potomkami tych osób. Definicja służy jedynie do ustalenia osób kwalifikujących się do korzystania ze wsparcia agencji, jednak niektórzy twierdzą, że podtrzymuje ona konflikt izraelsko-arabski. Zgodnie z Rezolucją Zgromadzenia Ogólnego ONZ nr 194 z dnia 11 grudnia 1948, inne osoby nie określone w definicji UNRWA mają także prawo do powrotu do Palestyny lub rekompensaty za utracone mienie. Istnieje rozbieżność w rozumieniu, kto jest palestyńskim uchodźcą i kto kwalifikuje się do tej grupy. Wszystkie osoby zakwalifikowane przez UNRWA jako palestyńscy uchodźcy, korzystają z pomocy humanitarnej dostarczanej przez tę agencję. Zgodnie z danymi UNRWA z 30 grudnia 2010, agencja pomagała 4 966 664 palestyńskim uchodźcom. UNRWA opiekuje się 59 obozami palestyńskich uchodźców w Libanie, Syrii, Jordanii i Autonomii Palestyńskiej. Pomagała również osobom wysiedlonym po 1948 w obrębie państwa Izrael, aż rząd Izraela przejął za nich odpowiedzialność w 1952.
Pomoc UNRWA jest dostarczana do obozów dla uchodźców na podstawie porozumień zawartych pomiędzy agencją a państwem, na którego terytorium znajduje się dany obóz. UNRWA nie prowadzi żadnych obozów, nie zakłada własnych obozów, nie posiada uprawnień policyjnych i administracyjnych, jedynie niesie pomoc humanitarną dla uchodźców. Większość funduszy UNRWA pochodzi z krajów Unii Europejskiej i Stanów Zjednoczonych.
Od stycznia 2024 rząd Izraela domniemywa że pracownicy UNRWA byli zaangażowani w atak palestyńskiego Hamasu na Izrael z 7 października 2023 roku. W konsekwencji m.in. USA, Niemcy czy Kanada początkowo wstrzymały finansowanie agendy. Śledztwo ONZ wykazało, że dotyczyło to przypadku tylko 9 pracowników, w związku z czym większość krajów przywróciła finansowanie.

## Tło powstania organizacji

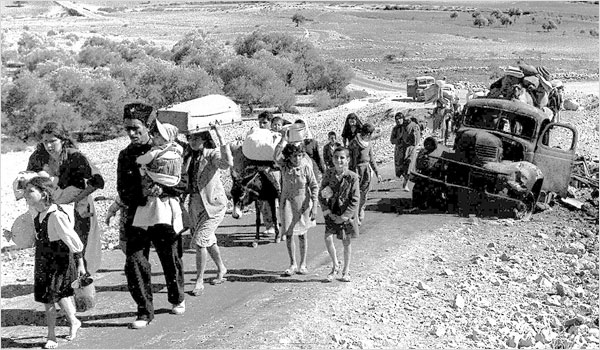
Palestyńscy uchodźcy, 1948

Obóz uchodźców palestyńskich Jaramana w Syrii, 1948

W dniu 29 listopada 1947 Zgromadzenie Ogólne ONZ przyjęło rezolucję nr 181 w sprawie rozwiązania konfliktu arabsko-żydowskiego w Palestynie, poprzez utworzenie dwóch państw: arabskiego i żydowskiego. Przywódcy społeczności żydowskiej zaakceptowali plan podziału Palestyny, chociaż wyrażali swoje niezadowolenie z umieszczenia Jerozolimy i Betlejem w międzynarodowej strefie pozostającej pod administracją ONZ. Zaproponowany obszar państwa żydowskiego przyjęli jako „niezbędne minimum”, i bez zgłaszania zastrzeżeń rozpoczęli przygotowania do utworzenia własnego państwa. Natomiast społeczność arabska sprzeciwiła się rezolucji 181, twierdząc, że narusza ona prawa większości mieszkańców Palestyny. Arabowie spostrzegali plan podziału Palestyny jako niesprawiedliwy, ponieważ oddawał większość terytorium państwa w ręce stanowiącej mniejszość społeczności żydowskiej. W rezultacie, 30 listopada 1947 doszło do wybuchu wojny domowej w Mandacie Palestyny. Arabowie rozpoczęli kampanię ataków na żydowską komunikację pomiędzy osiedlami żydowskimi. Kolejne zabójstwa, akty rozboju i podpalenia, pociągały za sobą akcje odwetowe żydowskich organizacji paramilitarnych Hagana, Irgun i Lechi. Liczba ofiar po obu stronach konfliktu zaczęła gwałtownie rosnąć. Przebieg wojny domowej w Palestynie skłonił przywódców sąsiednich państw arabskich do podjęcia decyzji o przeprowadzeniu interwencji zbrojnej w Palestynie. Brytyjski Mandat Palestyny miał wygasnąć 15 maja. Aby wyprzedzić ten termin, żydowscy przywódcy z Dawidem Ben Gurionem na czele ogłosili 14 maja 1948 Deklarację Niepodległości Izraela (w dniu 15 maja przypadał szabat). W ciągu kilku godzin od proklamacji niepodległości rozpoczęła się arabska interwencja zbrojna w Palestynie, która rozpoczęła I wojnę izraelsko-arabską. W arabskiej interwencji wzięli udział niemal wszyscy ówcześni członkowie Ligi Arabskiej. W wyniku działań wojennych oraz celowych wysiedleń i wyburzeń cywilnych wiosek arabskich, do sąsiednich państw uciekły tysiące Palestyńczyków. Ich łączną liczbę określa raport UNRWA z 1950 na 711 000 osób.
Problem uchodźców palestyńskich do chwili obecnej budzi wiele emocji na całym świecie. Z punktu widzenia Arabów, pełna odpowiedzialność za kwestię uchodźców spoczywa na Izraelu. Jednak ciekawym jest spojrzenie na ten problem z punktu widzenia byłego premiera Syrii, Chalid al-Azma:
„(...) wezwanie rządów państw arabskich do opuszczenia Palestyny i przeniesienia się do sąsiednich krajów arabskich, skierowane do jej mieszkańców po masakrze we wsi Dir Yasin w 1947 roku, pomogło Żydom, ich sytuacja w Palestynie znacznie się poprawiła bez większego wysiłku. Pomyślmy, co by było, gdyby mieszkańcy Palestyny, których liczba przekroczyła milion, zostali w swoim kraju. Jaką stanowiliby piątą kolumnę, jak rząd izraelski byłby w ciągłym strachu. Od 1948 roku domagamy się, by powrócili do swych domów. Lecz to właśnie my wzywaliśmy ich do opuszczenia kraju, a od naszego żądania od ONZ, aby zadecydowała o ich powrocie, minęło kilka miesięcy. Czy to jest mądra i uzasadniona polityka? Czy jest tu sens? Sami zdecydowaliśmy o ich losie, o losie milionów uchodźców arabskich, wzywając ich do opuszczenia swych domów, ziem, miejsc pracy i fabryk. Zamieniliśmy ludzi, cieszących się ze swej pracy w wysiedleńców pozbawionych pracy w ogóle. Potem przyzwyczailiśmy ich do żebractwa i zadowolenia z tego, co daje im UNRWA (United Nations Relief and Works Agency for Palestine Refuges in the Near East) (...)”
W 1948 roku 68% uchodźców opuszczając Palestynę nie widziało ani jednego izraelskiego żołnierza. W celu udzielenia uchodźcom pomocy humanitarnej powstała agencja UNRWA, jednak w odróżnieniu od UNHCR nie działała ona w kierunku integracji uchodźców z otaczającym ich światem arabskim. Państwa arabskie odrzuciły możliwość absorpcji uchodźców palestyńskich ze względów politycznych i gospodarczych, wykorzystując ich w celu wywierania ciągłego nacisku na państwo Izrael. W rezultacie obecność palestyńskich uchodźców do tej pory destabilizuje sytuację polityczną, gospodarczą i militarną na Bliskim Wschodzie. Jest to jedna z przyczyn podsycających konflikt izraelsko-arabski i utrudniająca postęp wysiłków pokojowych.
Agencja UNRWA rozpoczęła działalność na Bliskim Wschodzie w dniu 1 maja 1950. Zakładano przy tym, że problem uchodźców palestyńskich zostanie rozwiązany do 1952. Mandat agencji był odnawiany co kolejne trzy lata. Swoją działalność UNRWA prowadziła podczas wszystkich wojen izraelsko-arabskich.

## UNRWA obecnie
Obecny mandat UNRWA trwa do 30 czerwca 2014. Prawie wszystkie fundusze (98%) agencji pochodzą z dobrowolnych składek, głównie od państw-darczyńców, takich jak: Stany Zjednoczone (w 2009 ofiarowały 268 mln USD), Komisja Europejska (w 2009 ofiarowała 232,7 mln USD), Wielka Brytania, Norwegia i Szwecja. Z tego około 5,6% pochodzi od organizacji pozarządowych, sektora prywatnego i osób prywatnych. Dodatkowo UNESCO i WHO finansują średnio dziesięć programów edukacyjnych i zdrowotnych. Pomimo to działalność agencji jest bardzo mocno niedofinansowana. Budżet w 2009 osiągnął jedynie wartość 86% środków koniecznych do sfinansowania wszystkich podstawowych programów. Generalnie finansowanie nie nadąża za rosnącymi potrzebami uchodźców. Powoduje to systematyczne pogarszanie się jakości oferowanej pomocy. Dwuletni budżet UNRWA na lata 2010 i 2011 wynosi 1,23 mld USD.
Agencja realizuje liczne programy z zakresu podstawowej opieki zdrowotnej, edukacji, pomocy społecznej, rozbudowy infrastruktury, rozwoju i reagowania kryzysowego:
- programy edukacyjne generują ponad połowę kosztów UNRWA. Na przestrzeni lat agencja stworzyła największy system szkolny na Bliskim Wschodzie, który obejmuje prawie 700 szkół. Dostęp do podstawowej edukacji jest dla palestyńskich uchodźców darmowy. Połowę uczniów stanowią dziewczęta. Poza szkołami UNRWA prowadzi 10 ośrodków szkolenia zawodowego, które umożliwiają zdobycie zawodów w dziedzinach krawiectwa, wodociągów, stolarstwa, aptekarstwa, grafiki, biznesu, informatyki, architektury i geodezji. Celem ich powstania było dążenie do zmniejszenia wysokiego poziomu bezrobocia wśród uchodźców. UNRWA tłumaczy na język arabski liczne podręczniki, książki, a nawet bajki dla dzieci, które promują prawa człowieka. Agencja umożliwia szkolenie i rozwój dla tysięcy arabskich nauczycieli i dyrektorów szkół. Poprzez system stypendiów umożliwia zdolnym uczniom kontynuowanie nauki na studiach wyższych. W roku szkolnym 2010/2011 UNRWA finansowała działalność 700 szkół, w których pracowało 22 904 pracowników i uczyło się 482 795 uczniów (49,9% uczennic). Poza tym agencja utrzymywała 10 ośrodków kształcenia zawodowego i 6209 punktów szkoleniowych, w których było zatrudnionych 1415 nauczycieli[24].
- UNRWA zapewnia uchodźcom dostęp do podstawowej opieki zdrowotnej i jest odpowiedzialna za zapewnienie odpowiednich warunków życia w obozach uchodźców. Nadrzędnymi celami są: zapewnienie powszechnego dostępu do wysokiej jakości kompleksowych usług medycznych, zapobieganie i kontrola chorób, oraz ochrona i promocja zdrowia rodziny. W tym celu agencja utworzyła rozbudowaną sieć przychodni podstawowej opieki zdrowotnej i klinik stomatologicznych. Generalnie UNRWA skupia się na podstawowej opiece zdrowotnej, ale również pomaga uchodźcom w uzyskaniu dostępu do bardziej skomplikowanych procedur medycznych. Realizacja postawionych celów jest niezwykle trudna w terenie, który jest poprzecinany granicami państwowymi i wprowadzonymi wojskowymi ograniczeniami w przemieszczaniu się. UNRWA posiada obecnie[kiedy?] 137 ośrodków zdrowia i od lutego 2003 utrzymuje pięć mobilnych zespołów medycznych, które posiadają prawo do przekraczania izraelskich punktów kontrolnych w Autonomii Palestyńskiej. Szczególnym polem działań są sytuacje kryzysowe, do których dochodzi przy eskalacji konfliktu zbrojnego. Agencja w 2010 zatrudniała 3654 pracowników służby zdrowia, utrzymywała 137 przychodni i 18 klinik stomatologicznych. Każdego roku pracownicy udzielają porad medycznych ponad 11 mln pacjentów[25].
- Agencja realizuje programy opieki społecznej w trzech podstawowych płaszczyznach: (1) dystrybucja żywności ma na celu zapewnienie pomocy żywnościowej najbiedniejszym uchodźcom, ze szczególnym uprzywilejowaniem kobiet, dzieci, młodzieży, osób niepełnosprawnych i osób starszych; (2) pomoc humanitarna ma na celu złagodzenie ubóstwa i zapewnia dostęp najbiedniejszych uchodźców do pakietów pomocowych składających się z żywności, dotacji finansowych oraz dodatków rodzinnych; (3) pomoc społeczna promuje działania lokalnych społeczności, które umożliwiają usamodzielnianie się uchodźców. W program jest zaangażowanych około stu organizacji społecznych, które realizują szereg działań społecznych, kulturalnych, edukacyjnych i rekreacyjnych. Agencja w 2010 dostarczała żywność i wsparcie finansowe 275 000 uchodźców. W listopadzie 2010 zrealizowano pilotażowy program bezpieczeństwa społecznego dla uchodźców w Jordanii. Dodatkowo z różnych form pomocy skorzystało ponad 58 tys. kobiet, 20 tys. osób niepełnosprawnych, 99 tys. dzieci. Agencja prowadzi 62 centra pomocy kobietom i 36 ośrodków rehabilitacji społecznej, w których pracuje ogółem 707 pracowników[26].
- UNRWA zapewnia możliwości zatrudnienia palestyńskich uchodźców. Działalność wspierania rozwoju gospodarczego obejmuje finansowanie małych firm, które tworzą nowe miejsca pracy i zmniejszają ubóstwo wśród uchodźców[27].
- szczególną płaszczyzną działalności UNRWA jest rozbudowa infrastruktury obozów uchodźców. Mniej więcej jedna trzecia zarejestrowanych uchodźców palestyńskich (1,3 mln osób) mieszka w 58 obozach uchodźców, które na przestrzeni lat zmieniły się w zatłoczone miasta, charakteryzujące się ekstremalnym przeludnieniem i natężeniem ubóstwa. Agencja ma żywotny interes w poprawie warunków życia w obozach. Wszystkie projekty w tej dziedzinie realizowane są z celowych datków pozostających poza normalnym budżetem UNRWA[28].
- na przestrzeni lat UNRWA wielokrotnie była zmuszona do uruchomienia programów reagowania kryzysowego, aby złagodzić skutki konfliktów zbrojnych dla uchodźców[29].

Agencja UNRWA zapewnia wsparcie i pomoc dla około 5 mln zarejestrowanych palestyńskich uchodźców w Jordanii, Libanie, Syrii, Strefie Gazy i na Zachodnim Brzegu (poniżej w tabeli dane z 2005).
| Jordania · 2 127 877 uchodźców | Jordania · 2 127 877 uchodźców | Liban · 404 170 uchodźców | Liban · 404 170 uchodźców | Syria · 432 048 uchodźców | Syria · 432 048 uchodźców | Strefa Gazy 986 034 uchodźców | Strefa Gazy 986 034 uchodźców | Zachodni Brzeg 699 817 uchodźców | Zachodni Brzeg 699 817 uchodźców |
| ------------------------------ | ------------------------------ | ------------------------- | ------------------------- | ------------------------- | ------------------------- | ----------------------------- | ----------------------------- | -------------------------------- | -------------------------------- |
| Obóz                           | Liczba uchodźców               | Obóz                      | Liczba uchodźców          | Obóz                      | Liczba uchodźców          | Obóz                          | Liczba uchodźców              | Obóz                             | Liczba uchodźców                 |
| Baqa’a                         | 120 100                        | Beddawi                   | 15 695                    | Dera’a                    | 5916                      | Dajr al-Balah                 | 20 188                        | Aida                             | 3260                             |
| Husn                           | 19 573                         | Burdż el-Barajneh         | 19 526                    | Dera’a (kryzysowy)        | 5536                      | Al-Burajdż                    | 30 059                        | Akabat Jabr                      | 5197                             |
| Irbid                          | 35 512                         | Burdż el-Szemali          | 18 134                    | Hama                      | 7597                      | Chan Junus                    | 60 662                        | Amari                            | 8083                             |
| Jabal el-Hussein               | 100 674                        | Dbajeh                    | 4223                      | Homs                      | 13 825                    | Dżabalija                     | 175 646                       | Al-Arroub                        | 9180                             |
| Jerasz                         | 30 696                         | Ain al-Hilweh             | 44 133                    | Jaramana                  | 5007                      | Maghazi                       | 22 536                        | Askar                            | 31 894                           |
| Marka                          | 41 237                         | El-Buss                   | 9840                      | Al-Jarmuk                 | 350 550                   | Nuseirat                      | 64 233                        | Azza                             | 1828                             |
| Nowy Amman                     | 390 805                        | Mar Elias                 | 1406                      | Kabr Essit                | 16 016                    | Rafah                         | 90 638                        | Balata                           | 41 681                           |
| Souf                           | 21 911                         | Mieh Mieh                 | 5078                      | Chan Dunoun               | 8603                      | Al-Szati                      | 76 109                        | Deir Ammar                       | 2189                             |
| Talbieh                        | 4041                           | Nahr al-Bared             | 28 358                    | Chan Eszieh               | 15 731                    |                               |                               | Duhajsza                         | 10 923                           |
| Zarqa                          | 180 344                        | Raszidieh                 | 24 679                    | Neirab                    | 17 994                    |                               |                               | Dżanin                           | 35 050                           |
|                                |                                | Szatila                   | 11 998                    | Latakia                   | 6534                      |                               |                               | Ein Beit al-Ma                   | 6221                             |
|                                |                                | Wavel                     | 7357                      | Sbeineh                   | 19 624                    |                               |                               | Ein as-Sultan                    | 1888                             |
|                                |                                |                           |                           | Ein Al-Tal                | 4329                      |                               |                               | Far’a                            | 12 836                           |
|                                |                                |                           |                           |                           |                           |                               |                               | Fawwar                           | 7072                             |
|                                |                                |                           |                           |                           |                           |                               |                               | Jalazone                         | 9284                             |
|                                |                                |                           |                           |                           |                           |                               |                               | Kalandia                         | 9188                             |
|                                |                                |                           |                           |                           |                           |                               |                               | Nur Szams                        | 8179                             |
|                                |                                |                           |                           |                           |                           |                               |                               | Szuafat                          | 9567                             |
|                                |                                |                           |                           |                           |                           |                               |                               | Tulkarm                          | 17 259                           |
| 10                             | 2 127 877                      | 12                        | 404 170                   | 13                        | 432 048                   | 8                             | 986 034                       | 19                               | 699 817                          |

### Jordania
Według danych z 2010, w Jordanii żyło 1 983 783 zarejestrowanych palestyńskich uchodźców. Wszyscy uchodźcy posiadają pełne obywatelstwo jordańskie, z wyjątkiem prawie 140 tys. uchodźców pochodzących ze Strefy Gazy (zostali w 1967 przekazani przez Egipt). Kwalifikują się oni do otrzymania tymczasowych paszportów. Siedziba UNRWA w Jordanii znajduje się w Ammanie.
Agencja opiekuje się 10 obozami uchodźców. Prowadzi 172 szkoły, w których uczy się 120 tys. uczniów, oraz 2 ośrodki doskonalenia zawodowego. Poza tym prowadzi 24 ośrodki zdrowia, 8 centrów rehabilitacji społecznej i 12 centrów pomocy dla kobiet.

### Liban
Według danych z 2010, w Libanie żyło 425 640 zarejestrowanych palestyńskich uchodźców. Uchodźcy w Libanie borykają się z wieloma specyficznymi problemami. Nie posiadają obywatelstwa libańskiego i nie mogą korzystać ze wszystkich praw społecznych, m.in. nie mogą wykonywać dwudziestu zawodów. Nie mają dostępu do publicznej pomocy społecznej i mają bardzo ograniczony dostęp do publicznej służby zdrowia i państwowych placówek oświatowych. Formalnie oni nie są obywatelami żadnego państwa, wobec tego władze Libanu nie pozwalają im korzystać z praw z jakich korzystają cudzoziemcy. Siedziba UNRWA w Libanie znajduje się w Bejrucie.
Agencja opiekuje się 12 obozami uchodźców. Prowadzi 74 szkoły, w których uczy się 31 tys. uczniów, oraz 2 ośrodki doskonalenia zawodowego. Poza tym prowadzi 29 ośrodki zdrowia, 1 centrum rehabilitacji społecznej i 9 centrów pomocy dla kobiet.

### Syria
Według danych z 2010, w Syrii żyło 472 109 zarejestrowanych palestyńskich uchodźców. Uchodźcy w Syrii nie posiadają obywatelstwa, jednak mogą korzystać z tych samych praw i przywilejów co obywatele Syrii. Siedziba UNRWA w Syrii znajduje się w Damaszku.
Agencja opiekuje się 13 obozami uchodźców. Prowadzi 118 szkół, w których uczy się 66 tys. uczniów, oraz 1 ośrodek doskonalenia zawodowego. Poza tym prowadzi 23 ośrodki zdrowia, 6 centrów rehabilitacji społecznej i 15 centrów pomocy dla kobiet.

### Strefa Gazy
Według danych z 2010, w Strefie Gazy żyło 1 106 195 zarejestrowanych palestyńskich uchodźców. Uchodźcy w Strefie Gazy znajdują się w tej samej sytuacji społeczno gospodarczej co zwykli Palestyńczycy. Przez ostatnich dziesięć lat Strefa Gazy znajdowała się w stanie nieustannego konfliktu z Izraelem, w wyniku czego nasiliło się bezrobocie i pogłębiła się bieda. Na przełomie 2008 i 2009 Izraelczycy przeprowadzili operację Płynny Ołów, podczas której zniszczono lub uszkodzono około 60 tys. domów. Nałożona następnie blokada na Strefę Gazy, uniemożliwiła agencji przeprowadzenie odbudowy zniszczeń. Siedziba UNRWA w Strefie Gazy znajduje się w Gazie.
Agencja opiekuje się 8 obozami uchodźców. Prowadzi 238 szkół, w których uczy się 212 tys. uczniów, oraz 2 ośrodki doskonalenia zawodowego. Poza tym prowadzi 20 ośrodków zdrowia, 6 centrów rehabilitacji społecznej, 10 centrów pomocy dla kobiet i 10 centrów dystrybucji pomocy humanitarnej.

### Zachodni Brzeg
Według danych z 2010, na Zachodnim Brzegu żyło 778 993 zarejestrowanych palestyńskich uchodźców. Mieszkańcy Zachodniego Brzegu zostali dotknięci licznymi niedogodnościami wynikającymi z ograniczeń nałożonych przez izraelskie władze. Blokady terytorium Autonomii Palestyńskiej są szczególnie uciążliwe, ponieważ większość mieszkańców jest zatrudniona w Izraelu. Poziom bezrobocia jest wysoki, a znaczna część infrastruktury została zniszczona podczas intifady Al-Aksa (2000–2005).
Agencja opiekuje się 19 obozami uchodźców. Prowadzi 98 szkół, w których uczy się 54 tys. uczniów, oraz 3 ośrodki doskonalenia zawodowego. Poza tym prowadzi 41 ośrodki zdrowia, 15 centrów rehabilitacji społecznej i 16 centrów pomocy dla kobiet.